# Association internationale Interactions de la psychanalyse
Pour les articles homonymes, voir Interactions de la psychanalyse.
L'Association internationale Interactions de la psychanalyse (a2ip) est une association de psychanalyse présidée par Sophie de Mijolla-Mellor. Elle a succédé en 2011 à l'Association internationale d'histoire de la psychanalyse (AIHP). L'association réunit des psychanalystes et des non psychanalystes, chercheurs et écrivains et organise des séminaires de recherche et des colloques, en France et à l'étranger.

## 2005-2011: « Une nouvelle AIHP »
En 2005, l'Association internationale d'histoire de la psychanalyse, présidée depuis 1985 par Alain de Mijolla, change de présidence en la personne de Sophie de Mijolla-Mellor.
Le Journal de l'AIHP publie six numéros jusqu'en 1993,. En 2005, paraît un numéro intitulé Journal de l'Association Internationale d'Histoire de la Psychanalyse, n° 39 - 2005 - Une nouvelle AIHP. la Revue internationale d'histoire de la psychanalyse et la collection des PUF, ont cessé de paraître en 1994.

## 2011: Association internationale Interactions de la psychanalyse
Le 22 septembre 2011, d'après le Journal officiel, l' Association internationale d'histoire de la psychanalyse (AIHP) a déclaré changer de titre ; elle s'appelle désormais Association internationale Interactions de la psychanalyse -AIIP, avec ce « Nouvel objet: constituer une synthèse à partir d’une double dynamique de recherches, celle de l’histoire de la psychanalyse et celle de ses interactions avec les autres champs du savoir ».

### « Interactions de la psychanalyse »
Présentée « pour penser épistémologiquement, contrairement à la notion de « psychanalyse appliquée », les modalités de l’emprunt fécond des modèles faits par la psychanalyse aux sciences de l’Homme et à divers champs disciplinaires », la notion « Interactions de la psychanalyse » a été introduite par S. de Mijolla-Mellor, ancienne secrétaire scientifique de l’Association internationale d'histoire de la psychanalyse (AIHP) (1985-2005) créée par A. de Mijolla, puis présidente à partir de 2005.

#### La notion d' « interactions »
En relation avec sa conception de la sublimation, Mijolla-Mellor propose cette notion centrale pour comprendre l'articulation entre la vie pulsionnelle et les champs culturels et sociopolitiques: c'est, selon elle, la sublimation qui « permet de penser les sentiments de tendresse et d'amitié, les interactions sociales et professionnelles, le souffle artistique ou littéraire, les réalisations techniques, scientifiques ou sportives... ». Il s'agit à ses yeux d'une autre façon de penser l'interdisciplinarité consistant à se « situer dans les interstices des disciplines », le point de contact étant aussi le lieu d’une séparation. Être dans l’interdisciplinaire consisterait à « faire ressortir la différence des approches disciplinaires vis-à-vis d’un même objet. ».

#### Assise universitaire
En se référant notamment au texte Das Interesse an der Psychoanalyse de Freud (1913), la nouvelle perspective de l'association « Interactions de la psychanalyse » prend appui sur une équipe de recherche universitaire de l'université Paris 7, en lien d’abord avec le Laboratoire de psychanalyse (dir. Jean Laplanche), puis à partir de 2001, avec l'école doctorale « Recherches en psychanalyse » (dirigée par S. de Mijolla-Mellor). Cette équipe a fait aboutir de nombreux travaux, thèses et publications (dans le cadre de l'université Paris VII), a organisé des colloques nationaux et internationaux et établi des liens internationaux avec plusieurs universités étrangères.
Les travaux de l'association sont publiés dans la revue scientifique Topique, qui figure sur la liste des revues de psychologie, de psychiatrie et de psychanalyse référencées par le CNU/AERES.

#### Ouverture associative européenne et internationale
En 2017, l'A2IP s'emploie à constituer un réseau européen de publication et de communication, en regroupant des associations de différents pays, notamment « Psychanalyse et Société », l’American College of Psychoanalysis et la Société française de psychohistoire.

### Organisation de l'association
L’association organise des journées scientifiques semestrielles ainsi qu'un colloque international biannuel, ainsi à Saint-Pétersbourg, Istanbul (2016), Dakar (2014). En 2014, le colloque sur « Le développement de l'enfant vu par la psychanalyse aux États-Unis et en France » a été organisé conjointement par l'association, le Centre de recherches psychanalyse, médecine et société de l'université Paris-Diderot et l'American College of Psychoanalysts.
Par ailleurs, des séminaires et groupes de travail mensuels ou bimensuels réunissent ses membres.
L'association est présidée par Sophie de Mijolla-Mellor psychanalyste du Quatrième groupe et directrice de la publication de la revue Topique depuis 1990. Jusqu'en 2016, le vice-président a été le psychanalyste Jacques Sédat. Actuellement, un secrétariat général travaille conjointement avec la présidente : l'autrice et chargée de communication Christelle Evita, membre de l'a2ip, en est responsable.

### Publications
Les travaux de l'A2IP dans les colloques et journées scientifiques font l'objet de publications d'auteurs dans la revue Topique: